# Кладаре
Кладаре је насељено место у саставу општине Питомача у Вировитичко-подравској жупанији, Република Хрватска.

## Историја
До територијалне реорганизације у Хрватској налазило се у саставу старе општине Ђурђевац.

## Становништво
На попису становништва 2011. године, Кладаре је имало 467 становника.

## Попис1991.
На попису становништва 1991. године, насељено место Кладаре је имало 540 становника, следећег националног састава:
| Попис 1991.‍ | Попис 1991.‍ | Попис 1991.‍ | Попис 1991.‍ | Попис 1991.‍ |
| ----------- | ----------- | ----------- | ----------- | ----------- |
|             |             |             |             |             |
| Хрвати      | Хрвати      |             | 536         | 99,25%      |
| Југословени | Југословени |             | 3           | 0,55%       |
| Срби        | Срби        |             | 1           | 0,18%       |
| укупно: 540 |             |             |             |             |